# Vorgium
Vorgium est le nom latin de la cité gauloise qui a pris ensuite le nom de Carhaix (Finistère).

## Historique
Huit voies romaines au moins en partaient, compte non tenu de leurs ramifications dans les campagnes plus ou moins proches.
Les premières traces d'occupation remontent au IVe siècle av. J.-C. Elle est mentionnée dans la Table de Peutinger et l'on pense qu'elle était la capitale de la cité gallo-romaine du même nom. Elle était le centre d'un réseau de voies antiques (gauloises et romaines) en étoile. Une voie venant de Tours et d'Angers et allant jusqu'à l'Aber-Wrac'h, passait par Rieux, Castennec, Carhaix.
De nombreux vestiges gallo-romains y ont été trouvés et ils ont intéressé en son temps Théophile Malo Corret de la Tour d'Auvergne. Des fouilles récentes ont montré un développement urbain qu'on ne soupçonnait pas. À son apogée, c'est-à-dire dans la première moitié du IIIe siècle apr. J.-C., avec ses 130 hectares, Vorgium était de très loin la plus vaste ville de la péninsule bretonne. À la même époque, Condate Riedonum (Rennes) ne couvrait que 90 hectares, Fanum Martis (Corseul) 50 hectares et Darioritum 40 hectares. Toutefois elle demeurait une agglomération de taille moyenne en comparaison d'autres villes gauloises qui dépassaient 200 hectares.
Les historiens s'accordent sur le fait que Carhaix était, à l'époque gallo-romaine, (et peut-être avant) la ville de Vorgium, chef-lieu de la cité des Osismes, qui est mentionnée dans la Géographie de Ptolémée au IIe siècle (sous le nom de Vorganium puis dans la Table de Peutinger. L'assimilation de Vorgium à Carhaix a été proposée en 1874 par Robert Mowat au vu d'une borne milliaire trouvée à Maël-Carhaix. Cette thèse a été confirmée par Louis Pape et est maintenant généralement admise par Jean-Yves Éveillard qui note que la distance entre Darioritum (Vannes) et Carhaix est exactement celle de la table de Peutinger (44 lieues romaines) et que, dans la liste des villes des Notes tironiennes, Vorgium suit Othismus comme son remplaçant.
Deux étymologies sont proposées pour Vorgium. Soit un radical gaulois *verg qui désigne souvent un ouvrage fortifié, soit, pour ceux qui pointent qu'aucun lieu fortifié n'a été attesté à l'époque antique, le gaulois *worra désignant le saule.

## Vorgium, chef-lieu de civitas
L'agglomération gallo-romaine est donc une création ex nihilo résultant d'un choix délibéré de l'administration romaine, sans doute en raison de la situation centrale du lieu dans la cité des Osismes et de l'existence d'un plateau favorable à l'urbanisation, même si la date de création de la ville reste inconnue.
Des fouilles archéologiques commencées au XVIIIe siècle et maintenant méthodiques depuis 1995 font apparaître de plus en plus de restes de bâtiments. De nombreux vestiges gallo-romains y ont été trouvés et ils ont intéressé en son temps Théophile Malo Corret de la Tour d'Auvergne.
L'importance de l'agglomération a longtemps été mesurée par le réseau en étoile de voies antiques et le fait qu'un aqueduc, forcément coûteux et dont il reste plusieurs éléments a été construit pour capter l'eau d'une source située à 13 kilomètres.
Les fouilles sur le site de l'hôpital ont révélé que les modèles architecturaux romains ont été importés et adaptés pour une petite ville disposant des bâtiments officiels (forum, thermes, temples) et des équipements habituels dans la romanité de l'époque, dont un quartier regroupant des artisans.
Le forum n'a pas pour l'instant été découvert, mais Louis Pape pense qu'il se trouvait au croisement des actuelles rues Brizeux et G.-Lambert, qu'il présente comme étant respectivement le cardo et le decumanus, mais ce n'est qu'une hypothèse pour l'instant.

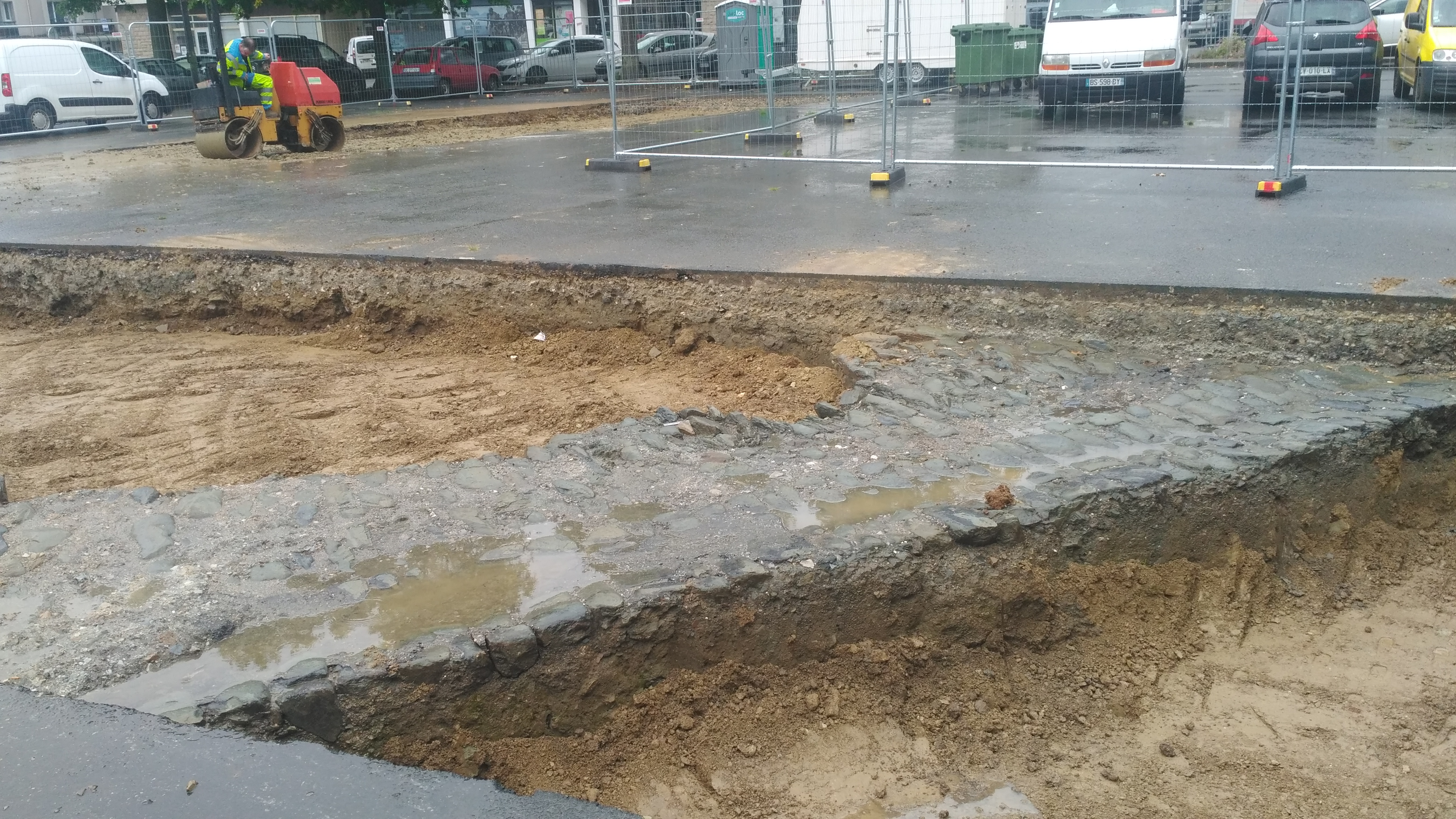
Fouilles archéologiques de la place du Champ de Foire.
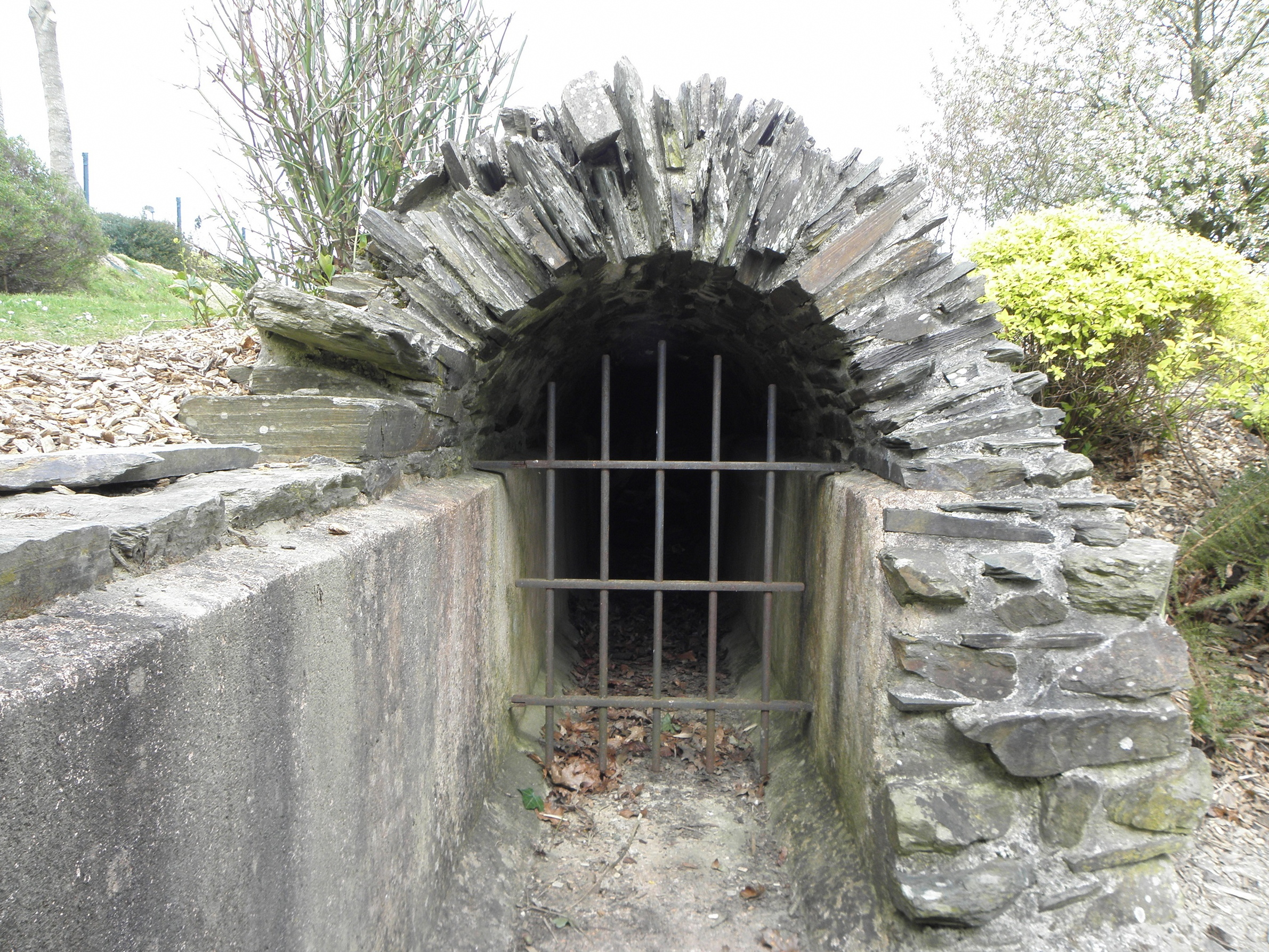
Aqueduc romain.
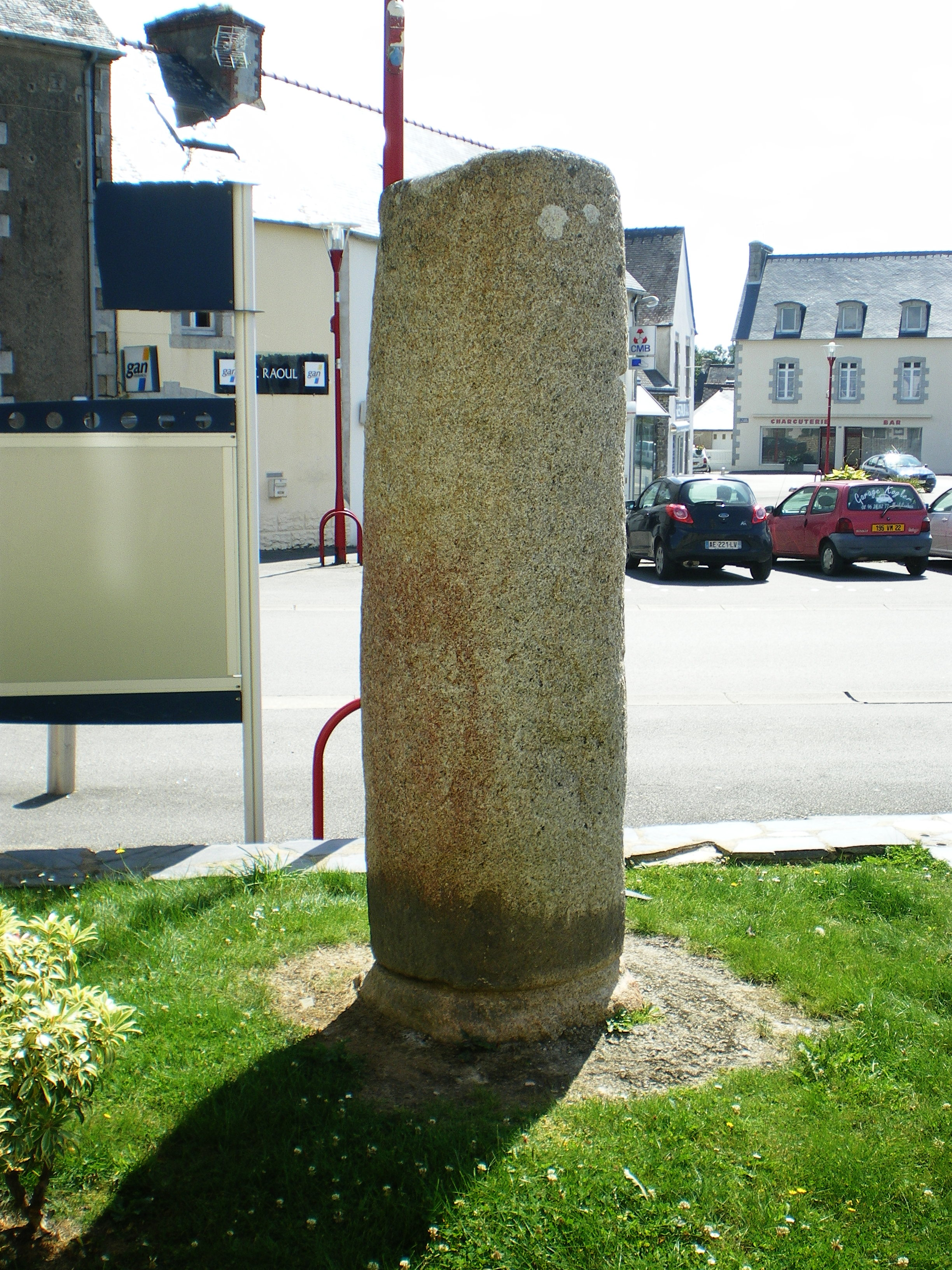
Colonne itinéraire de Maël-Carhaix (face nord).
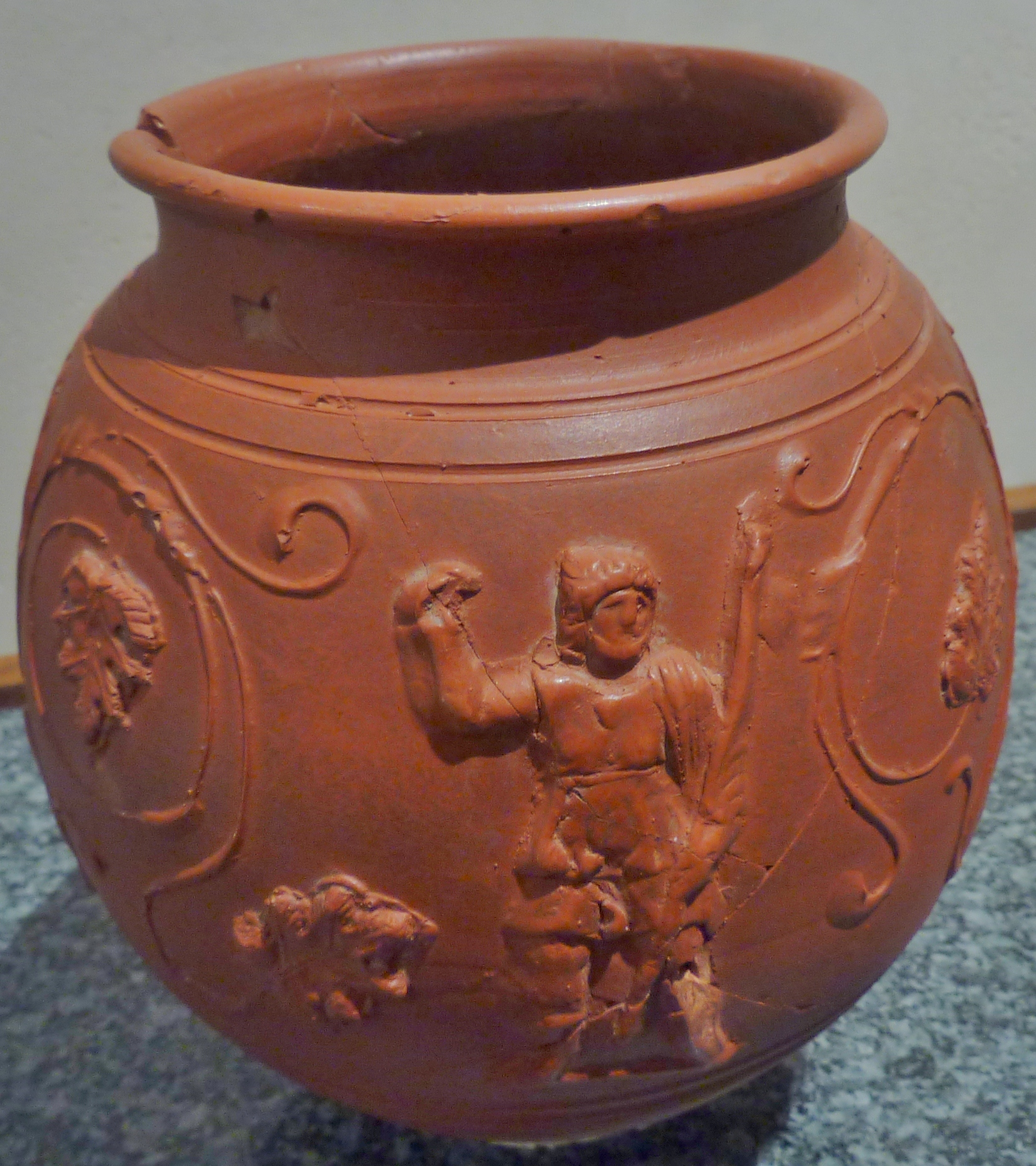
Carhaix-Plouguer : vase gallo-romain à décor de guerrier, du dieu Bacchus et de pampres (entre 180 et 250).

## Vestiges gallo-romains
Un fanum a été découvert à Kerdaniel et un escalier monumental mis au jour en 2004 au champ de foire appartenait peut-être à des thermes romains. Mais la trace la plus importante du passé gallo-romain de Carhaix trouvée jusqu'à présent reste les aqueducs : un premier aqueduc fut construit pendant la seconde moitié du Ier siècle de notre ère, acheminant les eaux d'un ruisseau distant de 11 km ; il contournait les inégalités du relief afin de suivre une pente régulière, mais il fallut toutefois construire à l'entrée de Vorgium un pont-aqueduc long d'un kilomètre et haut de 14 mètres pour que l'eau parvienne à un château d'eau situé en haut de l'agglomération.

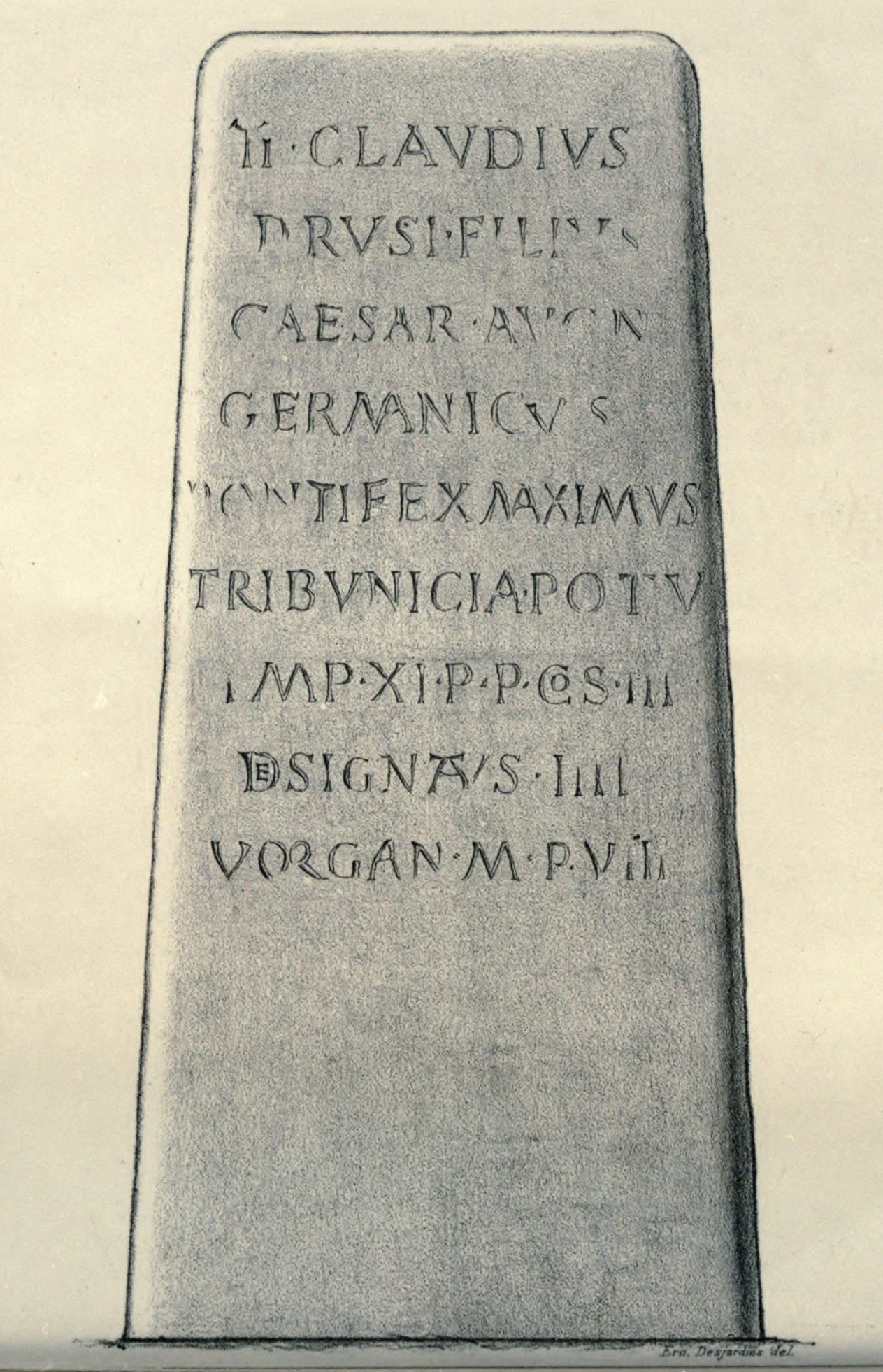
Lecture, par Ernest Desjardins, du milliaire de Kerscao en Kernilis (1874). La borne est conservée au musée départemental breton de Quimper.

Ce premier aqueduc fut construit en partie en conduits de bois reliés par des plaques de fer et pour partie maçonné. Le second aqueduc qui date de la fin du IIe siècle, partant des actuelles communes de Paule et Glomel, parcourt un tracé sinueux de 27 km, avec une pente moyenne de 0,27 m par kilomètre, pour acheminer l'eau au prix de quelques prouesses techniques comme la construction d'un tunnel long de 0,9 km (près du lieu-dit Kervoaguel au Moustoir) et d'un aqueduc de même longueur et haut de 13 mètres près du lieu-dit Kerampest.
Cet aqueduc, long de 27 km a fait l'objet d'une étude globale menée par A. Provost et L. Aubry, qui a restitué l'ensemble de son tracé. « La conduite était constituée d'un canal maçonné enduit de mortier de tuileau de teinte rose, rendu plus étanche par les morceaux de tuile pilée qui y ont été incorporés. L'aqueduc était le plus souvent couvert de dalles de schistes recouvertes d'une mince couche de terre. Ainsi pouvait-on facilement accéder à la conduite pour les opérations d'entretien ». Un tunnel long de 900 mètres fut foré dans le schiste à 25 mètres de profondeur sous une colline à Kervoaguel en Le Moustoir pour permettre le passage de l'eau, des puits espacés de 20 à 44 mètres ayant servi à évacuer les déblais lors du creusement du tunnel.
Deux trésors monétaires trouvés dans la ville, tous deux datés de la fin du IIIe siècle, illustrent un enfouissement monétaire lié à la crise économie de cette époque. L'aqueduc est abandonné également au IVe siècle. La cité ne semble pas toutefois avoir été complètement abandonnée, une grande domus du IVe siècle a été trouvé à l'emplacement de l'actuel centre hospitalier, abandonnée toutefois dans le troisième quart du IVe siècle. La ville est au cours des IVe et Ve siècles rebaptisée Othysmus ou Civitas Osismorum. L'absence de fortifications du Bas-Empire laisse supposer la perte d'importance de Vorgium au profit de Brest, pour répondre aux attaques des pirates scots, puis, de Saint-Pol-de-Léon et des ports d'estuaires bien abrités comme Morlaix et Quimper.
Une « réserve archéologique » a été décidée en l'an 2000 rue du Docteur-Menguy (sur le site des anciens établissements Le Manac'h vins), pour protéger les ruines de Vorgium trouvées au sud-ouest du centre-ville. Ces terrains sont désormais la propriété du conseil départemental du Finistère.